# Jōdo shinshū
 (avril 2025).
Le Jōdo-Shinshū (浄土真宗, « École véritable de la Terre pure »), également connu sous le nom de bouddhisme Shin ou Shinshū, est une école du bouddhisme japonais. Fondé par Shinran (1173-1262), un ancien moine Tendai, le Jōdo-Shinshū est considéré comme le courant du bouddhisme le plus largement pratiqué au Japon avec le courant Jōdo shū.

## Histoire

### Le fondateur: Shinran
Shinran (親鸞, 1173-1263) a vécu à la charnière des époques de Heian (794-1185) et de Kamakura (1185-1333), une période de troubles au Japon, où l’empereur a été dépouillé du pouvoir politique par les shoguns. La famille de Shinran appartenait à la petite aristocratie de Kyōto, mais étant donné l’époque, beaucoup de familles aristocratiques préféraient faire entrer leurs fils dans des monastères bouddhistes plutôt que de les associer au gouvernement impérial. Jeune orphelin de père, Shinran est envoyé en 1181 par l'un de ses oncles au temple Enryakuji sur le Mont Hiei, où il est ordonné moine de l'école Tendai. Mais au fil du temps, Shinran perd ses illusions face à ce que le bouddhisme était devenu au Japon, prévoyant un déclin de la force et de l’efficacité des enseignements adoptés.

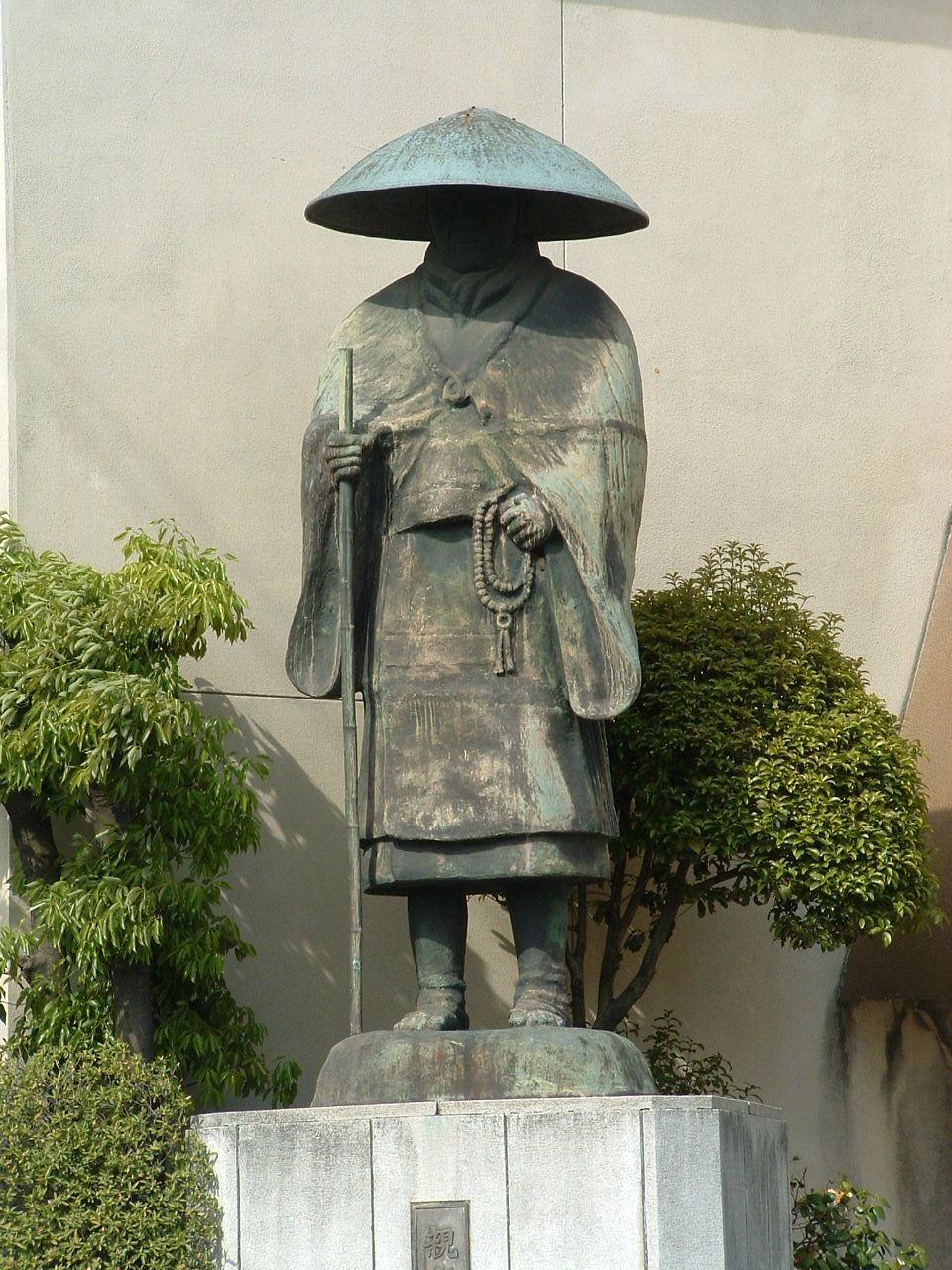
Statue de Shinran à Kyōto.

En 1201, Shinran quitte son rôle de dōsō (chapelain) au Mont Hiei et entreprend une retraite de cent jours au temple Rokkaku-dō, à Kyōto. Le 95e jour, le prince Shōtoku, considéré au Japon comme une incarnation du bodhisattva Avalokiteśvara (Kannon), lui apparut dans un songe. À la suite de cette retraite, Shinran étudie avec Hōnen durant six ans. Hōnen (1133-1212), un autre ancien moine du Tendai, avait quitté cette tradition en 1175 pour fonder sa propre école, le Jōdo shū (« Ecole de la Terre pure »). À partir de ce moment, Shinran s’est considéré, même après l’exil, comme le disciple de Hōnen plutôt que comme le fondateur d’une école distincte.
Hōnen enseignait la pratique exclusive du nembutsu (専修念仏, senju nembutsu) à Kyōto et faisait de nombreux adeptes, mais il était aussi de plus en plus l’objet de critiques de la part des autorités bouddhiques de la capitale. Parmi ses détracteurs les plus puissants, il y avait le moine Myōe et les temples Enryakuji et Kōfukuji.
En 1207, le Kōfukuji persuada l’empereur Go-Toba de proscrire Hōnen et ses enseignements après que deux de ses dames d’honneur se soient converties à la nouvelle foi. Hōnen et ses partisans, parmi lesquels Shinran, sont condamnés à l’exil, et quatre de ses disciples sont exécutés. Les autorités ont alors donné à Shinran le nom laïc de Fujii Yoshizane, lui-même se surnommant Gutoku («Tondu-l'imbécile»). Il a été exilé dans la province d'Echigo, dans l’actuelle préfecture de Niigata.
Au cours de cet exil, Shinran a cultivé une compréhension plus profonde des enseignements de Hōnen. Il avait épousé Eshinni, la fille d’un fonctionnaire impérial. Le couple eu six enfants. Le fils aîné, Zenran, accusé d’avoir lancé une secte hérétique, prétendait avoir reçu des enseignements spéciaux de son père. Zenran réclamait le contrôle des monto (groupe d’adeptes laïcs) local, mais après lui avoir écrit une sévère lettre d’avertissement, Shinran le renia en 1256, mettant fin à sa légitimité.
En 1211, l’interdiction du nembutsu est levée, et Shinran est gracié. Hōnen, gracié lui aussi, meurt à Kyōto en 1212 : Shinran ne l’aura jamais revu après leur exil. L’année même de la mort de Hōnen, Shinran se met en route pour la région du Kantō où il a fait de nombreux adeptes et où il a commencé à mettre ses idées par écrit. En 1224, il écrit son livre le plus important, le Kyōgyōshinshō (教行信証, « Anthologie exposant l’enseignement, la pratique, la foi et la réalisation véritables de la Terre pure »), qui contient des extraits des Trois Sûtra de la Terre pure, des traités et commentaires de maîtres indiens, chinois et japonais, dont Shinran s’est inspiré et auxquels il ajoute ses propres commentaires .
Dans les années 1230, Shinran quitte le Kantō pour Kyōto, tandis qu'Eshinni est restée en Echigo. Là, il consacre le reste de ses jours à l’écriture et à l'enseignement. C’est alors qu’il écrit les Wasan (« Hymnes »), une série de versets à réciter résumant ses enseignements pour ses disciples. Kakushinni, sa fille cadette, vint à Kyōto avec lui et le soigna durant ses derniers jours. Elle a joué un rôle dans la préservation de l’enseignement de Shinran après sa mort. Elle a aussi conservé les lettres qu’elle a reçu de sa mère, Eshinni (qui semble avoir survécu à Shinran de plusieurs années) : elles fournissent des informations biographiques cruciales sur le début de la vie de Shinran. Ces lettres sont actuellement conservées au temple Hompa-Hongan-ji à Kyōto.
Shinran meurt à l’âge de 90 ans en 1263. Son mausolée devint plus tard le Hongan-ji, « temple du vœu originel ».

### Renouveau et formalisation

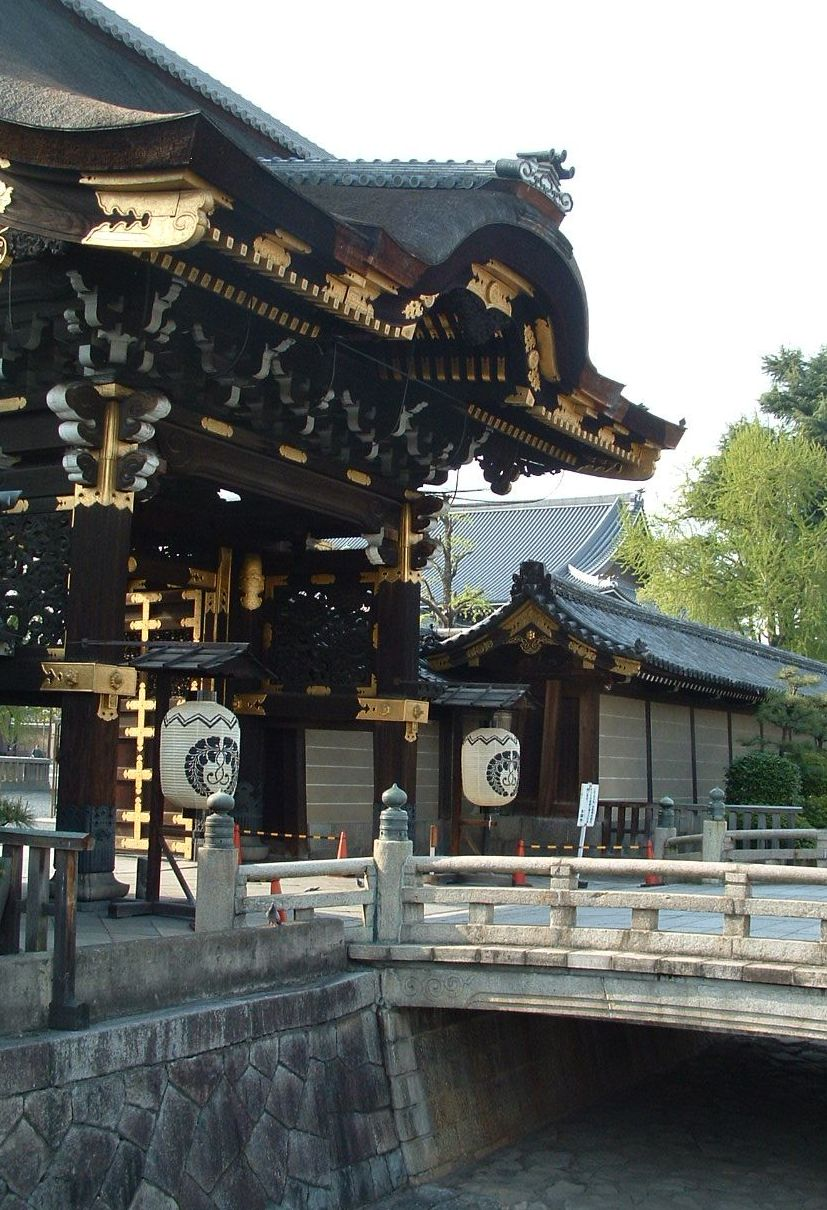
Porte du Hompa-Hongan-ji, à Kyōto.

Après la mort de Shinran, le Jōdo-Shinshū s’est propagé lentement dans tout le Kantō et la région côtière du nord-est. Les descendants de Shinran ont continué à garder sa tombe et à enseigner, mais ils étaient toujours ordonnés au sein de l’école Tendai. Certains parmi les disciples de Shinran ont fondé leur propre école, tels que le Bukkō-ji, le Kōshō-ji à Kyōto. Le Jōdo-Shinshū n’a vraiment prospéré qu’à l’époque de Rennyo (1415-1499), descendant de Shinran et huitième patriarche du Hongan-ji. Grâce à son charisme et à son prosélytisme, le Jōdo-Shinshū a fait un plus grand nombre d’adeptes et a gagné en pouvoir. Au XVIe siècle, durant l’époque Sengoku, le pouvoir politique du Hongan-ji a conduit à plusieurs conflits entre lui et le seigneur de guerre Oda Nobunaga, conflits qui culminèrent avec celui, long de dix ans, à l’emplacement même du Hongan-ji d’Ōsaka, qu’Oda Nobunaga convoitait en raison de sa valeur stratégique. La secte allait devenir si puissante qu’en 1602, sous le shogunat de Tokugawa Ieyasu, le temple principal Hongan-ji de Kyōto a été scindé en deux écoles afin de limiter son pouvoir. Chacune de ces deux écoles, le Hompa-Hongan-ji (ou Nishi Hongan-ji, Hongan-ji de l'ouest) et le Higashi Hongan-ji (Hongan-ji de l'est), existent encore aujourd’hui.
À l’époque de Shinran, les disciples se rassemblaient dans des lieux de réunion informels (appelés dōjō — « lieu de la voie ») et pratiquaient une liturgie elle aussi informelle. Toutefois, au fil du temps, comme ce manque de cohésion et de structure fit peu à peu perdre au Jōdo-Shinshū son identité en tant qu'école, et les fidèles commencèrent à mélanger d’autres pratiques bouddhistes avec le rituel Shinshū, comme par exemple, le mantra de la Lumière (光明真言, kōmyō shingon), popularisé par Myōe et le bouddhisme Shingon. D’autres pratiques, comme le nembutsu odori (念仏踊り, « nembutsu dansé ») tel que pratiqué par les adeptes d’Ippen et du Ji-shū, ont également pu être adoptées par les premiers bouddhistes Shin. Rennyo a mis fin à ces pratiques en formalisant une grande partie du rituel et de la liturgie du Jōdo-Shinshū, et a ranimé la communauté clairsemée du temple Hongan-ji tout en revendiquant un nouveau pouvoir politique. Rennyo a aussi largement fait des convertis parmi les autres écoles, et a réuni la plupart des petites branches Shin. Aujourd’hui, il y a encore dix branches Shinshū différentes, le Hongan-ji-ha (Nishi-Hongan-ji) et l'Otani-ha (Higashi-Hongan-ji) étant les deux plus grandes.
Les bouddhistes Shinshū attribuent généralement à Rennyo le mérite d’avoir inversé la tendance à la stagnation de la communauté Shinshū des origines, et ils le considèrent comme le « deuxième fondateur ». Son portrait, avec celui de Shinran, est présent sur les autels de la plupart des temples. Toutefois, Rennyo a également été critiqué par certains en raison de son engagement dans la politique médiévale et de ses divergences présumées avec la pensée originelle de Shinran.
À la suite de l’unification du Japon au cours de l’époque d'Edo, le Jōdo-Shinshū s’est adapté, tout comme les autres écoles du bouddhisme japonais, en fournissant des services commémoratifs et funéraires à ses membres inscrits (danka seido), ce qui était légalement requis par le shogunat des Tokugawa afin d’empêcher la propagation du christianisme au Japon. En raison du système danka seido – qui existe encore aujourd’hui, même s’il n’est plus aussi strict que durant la période prémoderne – le bouddhisme japonais d'alors est également qualifié de « bouddhisme funéraire » (sôshiki bukkyô) par les historiens car les pompes funèbres étaient la principale fonction des temples bouddhistes. Le Hongan-ji a également créé une impressionnante tradition académique qui a conduit à la fondation de l’Université de Ryūkoku à Kyōto, et a formalisé un grand nombre de traditions Jōdo-Shinshū, qui sont toujours suivies aujourd’hui. À la fin du XIXe siècle, à la suite de la Restauration Meiji et de la persécution consécutive du bouddhisme (haibutsu kishaku) en raison d’un nationalisme ravivé et de la modernisation, le Jōdo-Shinshū a réussi à demeurer intact grâce à la dévotion de ses monto. Au cours de la Seconde Guerre mondiale, comme les autres écoles du bouddhisme japonais, il a été contraint de soutenir la politique du gouvernement militaire et le culte de l’État shinto. Il a ensuite présenté ses excuses pour ses actions durant la guerre.
De nos jours, le Jōdo-Shinshū est l’une des formes de bouddhisme le plus largement suivie au Japon, bien que comme d’autres courants, il doit faire face aux nombreux nouveaux mouvements religieux (connus au Japon sous le nom de shinshūkyō et apparus après la Seconde Guerre mondiale), et à la sécularisation et au matérialisme grandissants de la société japonaise.
L’ensemble des dix branches du bouddhisme Jōdo-Shinshū a commémoré en 2011 le 750e anniversaire de la mort de Shinran.

## Doctrine
Contexte 
La pensée de Shinran a été influencée par la doctrine du mappō (末法), une eschatologie essentiellement mahāyāna, selon laquelle la capacité de l'humanité à comprendre et à pratiquer le dharma du Bouddha (les enseignements bouddhiques) se détériore au fil du temps et perd son efficacité à rapprocher les pratiquants individuels de la bouddhéité. Cette dégradation se fait en trois temps, mappô étant la dernière et la moins propice à l'acquisition des enseignements.
En Chine (où cette vue était très répandue), on pensait que cette dernière période devait commencer vers 550, tandis qu'au Japon (pays également très marqué par cette théorie), on pensait plutôt à 1050, ou vers la fin de l'époque Heian. Comme son maître Hōnen, Shinran considérait que l’ère à laquelle il vivait était celle, dégénérée, où les êtres humains ne pouvaient plus espérer être en mesure de s’extirper du cycle des naissances et des morts par leur pouvoir propre, ou jiriki (自力). Aussi bien pour Hōnen que pour Shinran, tous les efforts conscients en vue d’atteindre l’éveil et de réaliser l’idéal du bodhisattva étaient artificiels et enracinés dans l’ignorance égoïste, car les hommes de cette ère sont si profondément enracinés dans le mal karmique qu’ils sont incapables de développer la compassion véritablement altruiste nécessaire pour devenir un bodhisattva.
Conscient des limites humaines, Shinran préconise la dépendance envers le tariki (他力) ou pouvoir autre — le pouvoir du bouddha Amida rendu manifeste dans son vœu primordial — afin d’atteindre la libération. Le Shinshū peut donc être considéré comme une « pratique sans pratique » car il n’existe pas d’acte particulier à accomplir tel qu’il y en a dans la « voie des saints» (les autres écoles bouddhiques de l’époque qui préconisaient le jiriki), qui était donc une « voie difficile » (jap. nangyōdō). En opposition à cela, et selon les propres mots de Shinran, le bouddhisme Shin est considéré comme la « voie facile » (igyōdō), parce que l’on n’est pas obligé d’effectuer de nombreuses pratiques difficiles pour atteindre des états mentaux de plus en plus élevés.
La base de la pensée de Shinran vient de son maître Hōnen, fondateur du Jōdoshū (École de la Terre pure), mais Shinran approfondit cet enseignement en fonction de son expérience personnelle. Par exemple, Hōnen, à l’instar de nombreux Japonais du moyen âge, estimait que le Bouddha Amida était un bouddha de rétribution Sambhogakāya, alors que Shinran considérait en plus qu’Amida est le corps de la Loi (Dharmakāya) en tant que moyen adapté, c'est-à-dire manifesté comme compassion.

### Lenembutsu
Comme dans les autres écoles de la Terre pure, Amida est un élément central de la pratique, et le Jōdo-Shinshū exprime cette dévotion par le biais du nembutsu (ou nenbutsu), ou la « commémoration du Bouddha [Amida] ». Le nembutsu consiste tout simplement à réciter la formule Namo Amida Butsu (南无阿彌陀佛, « Révérence au Bouddha Amida »). Le Jōdo-Shinshū n’est pas la première école bouddhiste à pratiquer le nembutsu, mais il est interprété d’une manière originale par Shinran : il est considéré comme l’expression de la gratitude envers le bouddha Amida – en outre, il est suscité chez le pratiquant par le pouvoir de la compassion sans entraves d’Amida. Par conséquent, dans le Shinshū, le nembutsu n’est pas considéré comme une pratique, il ne génère pas non plus de mérite karmique. C’est tout simplement une affirmation de sa gratitude.
Ceci contraste à la fois avec l’école Jōdoshū, qui encourageait la répétition du nembutsu et la dévotion envers Amida pour naître dans la Terre pure, mais aussi avec d’autres écoles bouddhistes en Chine et au Japon, où le nembutsu faisait partie d’un rituel plus élaboré.

### La Terre pure
Shinran soutenait que la naissance dans la Terre Pure était décidée durant la vie plutôt qu’au moment de la mort, ce qui est une autre rupture par rapport aux écoles plus traditionnelles. Lorsque l’on se confie au Bouddha Amida, la naissance est réglée à ce moment-là. C’est l’équivalent de l’étape de non-régression dans la voie des bodhisattva, une caractéristique du bouddhisme mahāyāna.
Beaucoup d’écoles du temps de Shinran estimaient que la naissance dans la Terre pure était littéralement une renaissance qui avait lieu seulement en cas de mort, et seulement après certains rituels préliminaires. Des rituels élaborés étaient utilisés pour garantir la renaissance dans la Terre pure, notamment une pratique répandue où les doigts étaient attachés par des ficelles à un portrait ou une représentation du Bouddha Amida. Du point de vue du Jōdo-Shinshū, ces rituels trahissaient en fait un manque de confiance dans le Bouddha Amida, et s’appuyaient sur le jiriki (« pouvoir propre »), plutôt que sur le tariki ou « pouvoir autre » du Bouddha Amida. De tels rituels favorisaient aussi ceux qui avaient le temps et l’énergie de les pratiquer ou qui pouvaient posséder les objets rituels, ce qui était un autre obstacle pour les personnes des classes inférieures. Pour Shinran, qui suivait de près la pensée du moine chinois Tanluan, la Terre Pure est synonyme de « nirvāna ».

### La foi
La voie du Jōdo-Shinshū, ou au moins la vie présente du pratiquant, passe par l’obtention de la foi (shinjin 信心) dans le pouvoir autre d’Amida. Shinjin se traduit par « foi », mais cela ne restitue pas les nuances du terme. La réception de la foi passe par la renonciation à l’auto-effort dans la réalisation de l’éveil, par « le refuge dans le pouvoir autre (tariki) ». Toutefois, la foi est l'action naturelle, spontanée (jinen 自然) du vœu et ne peut être obtenu par un effort conscient. En un sens, on laisse s’éteindre l’effort conscient et on fait tout simplement confiance au Bouddha Amida et au nembutsu.
Pour les pratiquants du Jōdo-Shinshū, la foi se développe au fil du temps grâce à l’audition (monpō) de l’appel du nembutsu d’Amida. Sa spontanéité (jinen) décrit la manière par laquelle la lumière infinie d’Amida illumine et transforme en bon karma le mal karmique profondément enraciné des innombrables renaissances. Ce mauvais karma n’est pas détruit, mais plutôt transformé : le Shinshū demeure dans la tradition mahāyāna de la compréhension de la śūnyatā, ou non-dualité / vacuité, et considère que le samsāra et le nirvāna ne sont pas séparés. Une fois que l’esprit du pratiquant est en adéquation avec le vœu d'Amida et que la nature de bouddha se révèle par la foi, il atteint l’étape de non-régression d’où il atteindra, après sa mort, l’éveil instantanément et sans effort.
Il reviendra alors dans le monde, afin d'œuvrer au salut de tous les êtres.

## LeTannishō
Le Tannishō est un texte posthume, datant du XIIIe siècle, contenant des propos de Shinran mis par écrit avec un commentaire par un de ses disciples. Tannishō signifie Notes déplorant les divergences (ou « Compte-rendu [des paroles de Shinran] consigné en lamentation sur les divergences de ses [Shinran] enseignements ». Bien que le texte soit court, c’est l’un des plus populaires de Shinran parce que les pratiquants y découvrent leur maître dans un cadre plus informel. Kyong-Kon Kim en résume le propos ainsi: « [Le recueil s'adresse] aux membres de sa [Shinran] communauté, afin de rappeler les propos du maître sur la pratique du nembutsu basée sur la foi dans la grâce du vœu primordial du Buddha Amida, tariki 他力 (pouvoir de l’Autre) – sans avoir recours au jiriki 自力 (pouvoir personnel) –, comme unique condition de la renaissance dans la Terre pure gokuraku 極樂 (Bonheur suprême). »
Pendant des siècles, le texte est resté presque inconnu. Au XVe siècle, Rennyo a écrit à son propos : « Ce texte est important dans notre tradition. Il ne devrait pas être montré aveuglément à quiconque n’a pas de bon passé karmique ». La plus ancienne copie existante du Tannishō est celle de Rennyo. Kiyozawa Manshi (1863-1903) a relancé l’intérêt pour le Tannishō, ce qui a indirectement contribué à la naissance du mouvement Dobokai en 1962.

## Dans le contexte de la culture japonaise
Les écoles bouddhistes apparues au Japon, comme le Tendai et le Shingon, ont été acceptées parce qu’elles ont introduit le panthéon bouddhiste dans le panthéon shintoïste. Par exemple, une divinité du shinto pouvait être considérée comme une manifestation d’un bodhisattva. Il est courant, même de nos jours, que des sanctuaires shintoïstes se trouvent dans l’enceinte de certains temples bouddhistes traditionnels.
Le Jōdo-Shinshū a trouvé beaucoup de soutien parmi les classes sociales modestes, qui ne pouvaient pas consacrer du temps ou l’éducation aux autres pratiques ésotériques bouddhistes ou aux actions méritoires. Des figures célèbres tels que les myōkōnin (« les gens merveilleux », fidèles laïcs considérés comme des modèles de piété) provenaient de la classe paysanne largement analphabète, mais ils ont laissé leur empreinte dans la littérature et la spiritualité japonaises.

## Le Jōdo-Shinshū hors du Japon

### Amérique

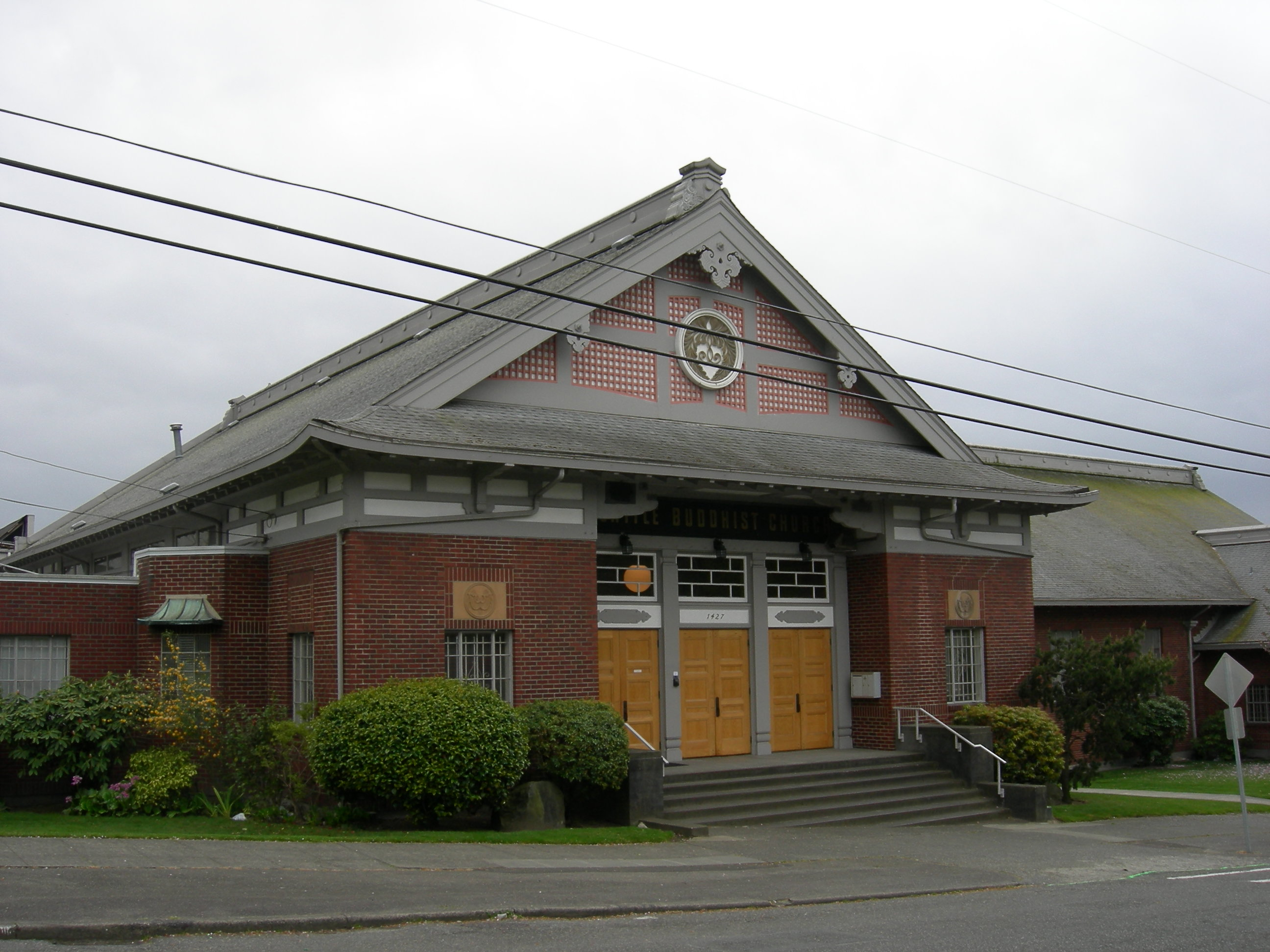
Le Seattle Buddhist Temple, temple shin à Seattle.

Au XIXe siècle, des immigrants japonais partirent à Hawaii, aux États-Unis, au Canada, au Mexique et en Amérique du Sud (en particulier au Brésil). Beaucoup des immigrants en Amérique du Nord venaient de régions dans lesquelles le Jōdo-Shinshū était dominant et ils ont maintenu leur identité religieuse dans leur nouveau pays. La Honpa Hongwanji Mission de Hawaii, les Buddhist Churches of America et les Jodo Shinshu Buddhist Temples of Canada sont parmi les plus anciens organismes bouddhistes hors d’Asie.
Le Jōdo-Shinshū demeure relativement inconnu à l’extérieur de la communauté japonaise en raison de la politique d’internement aux États-Unis et au Canada pendant la Seconde Guerre mondiale : de nombreux temples Shinshū se sont efforcés à reconstituer le sangha Shinshū nippo-américain plutôt que d’encourager la proximité avec les non-Japonais. Aujourd’hui, de nombreux temples Shinshū hors du Japon continuent d’avoir une majorité de membres d’origine japonaise, bien que l’intérêt pour le bouddhisme et les mariages mixtes contribue à diversifier la communauté.

### Europe et autres continents
Il existe également des sangha Shinshū au Royaume-Uni, en Autriche, en Belgique, en Suisse, en Allemagne, en Roumaine, en Pologne, en Australie et en Afrique, avec des membres de divers groupes ethniques.
En Europe, l'introduction de l'école Shin est due à l'Allemand Harry Pieper (1907-1978). Converti très jeune au bouddhisme, celui-ci découvre le Jôdo-Shinshû au milieu des années 1950 et devient le premier pratiquant de cette école sur le continent européen. En 1956, il crée à Berlin la première communauté Shin, et contribue par la suite au développement de l'école dans différentes villes européennes.

### Rituel
Rituel et liturgie Shinshū peuvent être assez différents hors du Japon, puisque de nombreux temples, comme ceux de Hawaï et des États-Unis, utilisent maintenant l’anglais comme langue principale, et qu'il y a des essais de composer des chants liturgiques dans cette langue.
Aux États-Unis, les temples Shinshū ont également été des refuges contre la discrimination raciale et des lieux pour apprendre à connaître la langue et la culture japonaises en plus du bouddhisme.

## Les sept religieux éminents du Jōdo-Shinshū

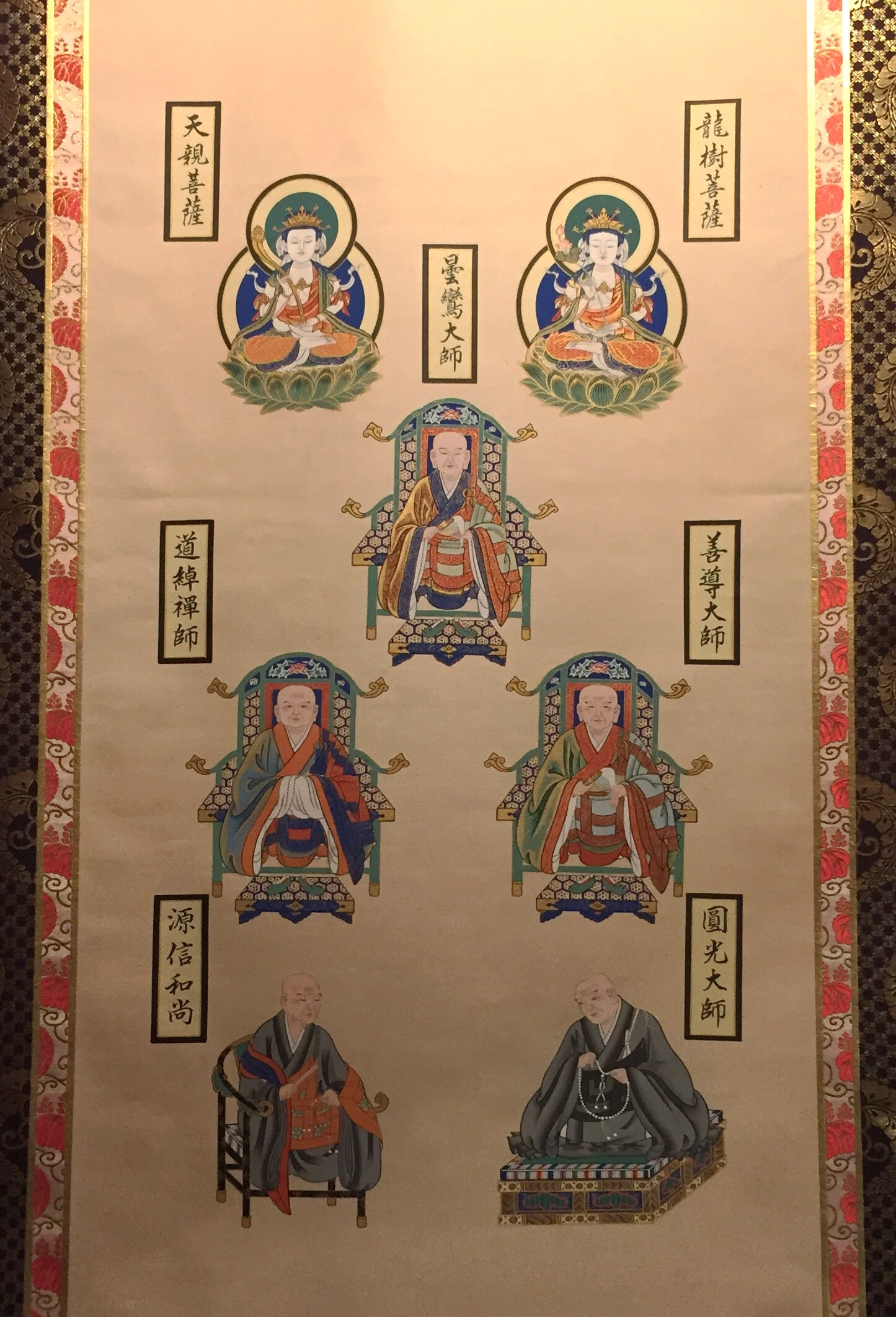
Les sept religieux éminents. De haut en bas et de gauche à droite: 1. Vasubandhu et Nagarjuna; 2. Tanluan (seul, au milieu); 3. Daochuo et Shandao; 4. Genshin et Hônen.

Shinran fonde son enseignement plus particulièrement sur les sept maîtres suivants :
- Nāgārjuna (150-250)
- Vasubandhu (env. IVe siècle)
- Tanluan (Donran en japonais) (476-542 ?)
- Daochuo (Dōshaku en japonais) (562-645)
- Shandao (Zendō en japonais) (613-681)
- Genshin (942-1017)
- Hōnen (1133-1212), propre maître de Shinran.

## Principales fêtes
Les jours fériés suivants sont généralement observés dans les temples shin :
| Fête                                 | Nom japonais  | Date                           |
| ------------------------------------ | ------------- | ------------------------------ |
| Nouvel An                            | Gantan’e      | 1er janvier                    |
| Commémoration de Shinran Shōnin      | Hōonkō        | 21-28 novembre ou 9-16 janvier |
| Commémoration de Hōnen Shōnin        | Enkō Daishi e | 7 mars                         |
| Equinoxe de printemps                | Ohigan        | 17-23 mars                     |
| Anniversaire du Buddha Shākyamuni    | Hana matsuri  | 8 avril                        |
| Commémoration de Rennyo Shōnin       |               | 14 mai                         |
| Anniversaire de Shinran Shōnin       | Gotan’e       | 20-21 mai                      |
| Fête de tous les défunts / O-Bon     | Urabon’e      | 14-15 août                     |
| Equinoxe d’automne                   | Ohigan        | 20-26 septembre                |
| Jour de l’éveil du Buddha Shākyamuni | Jōdōe         | 8 décembre                     |
| Fin de l'année                       | Joya’e        | 31 décembre                    |

#### Articles
- Dennis Gira, « Une mystique bouddhique des pauvres » dans Chemins de Dialogue, no 6, 1995, p. 109-127 [lire en ligne]

#### Ouvrages
- (en) Dobbins, James C. : Jōdo-Shinshū: Shin Buddhism in Medieval Japan, University of Hawai‘i Press, Honolulu, 2002  (ISBN 978-0-824-82620-8).
- Ducor, Jérôme : Shinran - Un Réformateur bouddhiste dans le Japon médiéval, Infolio Éditions, coll. « Le maître et le disciple », Gollion, 2008  (ISBN 978-2-88474-926-8).
- Ducor, Jérôme,  Shinran, Seikaku, Hônen, Genshin : Le Tannishô, le bouddhisme de la Terre pure selon Shinran et ses prédécesseurs, cinq textes traduits du japonais par Jérôme Ducor; Paris, Cerf, coll. « Patrimoines - Orientalisme », 2011; 160 pp.  (ISBN 978-2-204-09378-1). (Lire présentation en ligne - consulté le 23 avril 2021)
- Ducor, Jérôme, Terre Pure, Zen et autorité : La Dispute de l'ère Jôô et la Réfutation du Mémorandum sur des contradictions de la foi par Ryônyo du Hongan-ji, avec une traduction annotée du Ha Anjin-sôi-no-oboegaki (Collège de France, Bibliothèque de l'Institut des Hautes Études Japonaises); Paris, De Boccard, 2007, 171 p. (ISBN 978-2-913-21718-8).
- Ducor, Jérôme, La vie de Zonkaku, religieux bouddhiste japonais du XIVe siècle, avec une traduction de ses mémoires (Ichigoki) et une introduction à son œuvre (Collège de France, Bibliothèque de l'Institut des Hautes Études Japonaises); Paris, Maisonneuve & Larose, 1993; 472 p. (ISBN 2-706-81093-9).
- Eracle, Jean, La doctrine bouddhique de la terre pure. Introduction à trois Sûtra bouddhiques, Paris, Dervy-Livres, 1973.
- Eracle, Jean, Un Bouddhisme pour tous - L'Amidisme, Genève, Société bouddhique suisse Jôdo-Shinshû, , 1976.
- Eracle, Jean, Le Révérend Harry Pieper et la propagation du bouddhisme Shin en Europe, Granges-Marnand, ARCBS, 1996.
- Fujiwara, Ryōsetsu, Le Bouddhisme Shin - L'enseignement de Shinran Shōnin (trad. : Jean Eracle), Ryukoku Translation Center, Kyōto, 1971.
- Fujiwara, Ryōsetsu : Un modèle de la foi du Jōdo-Shinshū, traduction, adaptation et notes, avec cinq appendices par Jérôme Ducor; édition en ligne, révisée, avec un index [lire en ligne].
- Gira, Dennis, Le Sens de la conversion dans l'enseignement de Shinran, Paris, Maisonneuve et Larose, 1985  (ISBN 2-706-80883-7).
- (en) Lee, Kenneth Doo Young : The Prince and the Monk: Shōtoku Worship in Shinran's Buddhism, Albany, State University of New York Press, 2007  (ISBN 0791470229).